# Paragalaxias mesotes
Paragalaxias mesotes es un pez que pertenece a la familia Galaxiidae. Esta es una especie endémica de Australia.